# Voerendaal
Voerendaal (anhörenⓘ) ist ein Ort und eine Gemeinde in der niederländischen Provinz Limburg. Sie ist Mitglied der städtischen Agglomeration Parkstad.

## Sprache
Neben der offiziellen Sprache Niederländisch spricht die Lokalbevölkerung überwiegend  limburgisch. Auf dem Gebiet der Gemeinde befindet sich die höchstgelegene Windmühle auf dem 216 Meter hohen Vrouwenheide.

## Geschichte und Herkunft
Voerendaal liegt in der Hügellandschaft zwischen Heerlen, Simpelveld, Wittem, Gulpen, Valkenburg und Nuth. Die Gemeinde besteht aus fünf Hauptdörfern. Schon in der Römerzeit war Voerendaal bewohnt. Überreste zeugen von einem Badehaus, einem Tempel sowie einem Teich aus jener Zeit. In der Nähe des Bauernhofes „Ten Hove“ („Zum Hof“) hat man die Fundamente einer römischen Villa gefunden.
Am 1. Januar 2024 zählte Voerendaal 12.425 Einwohner, die sich folgendermaßen verteilten:

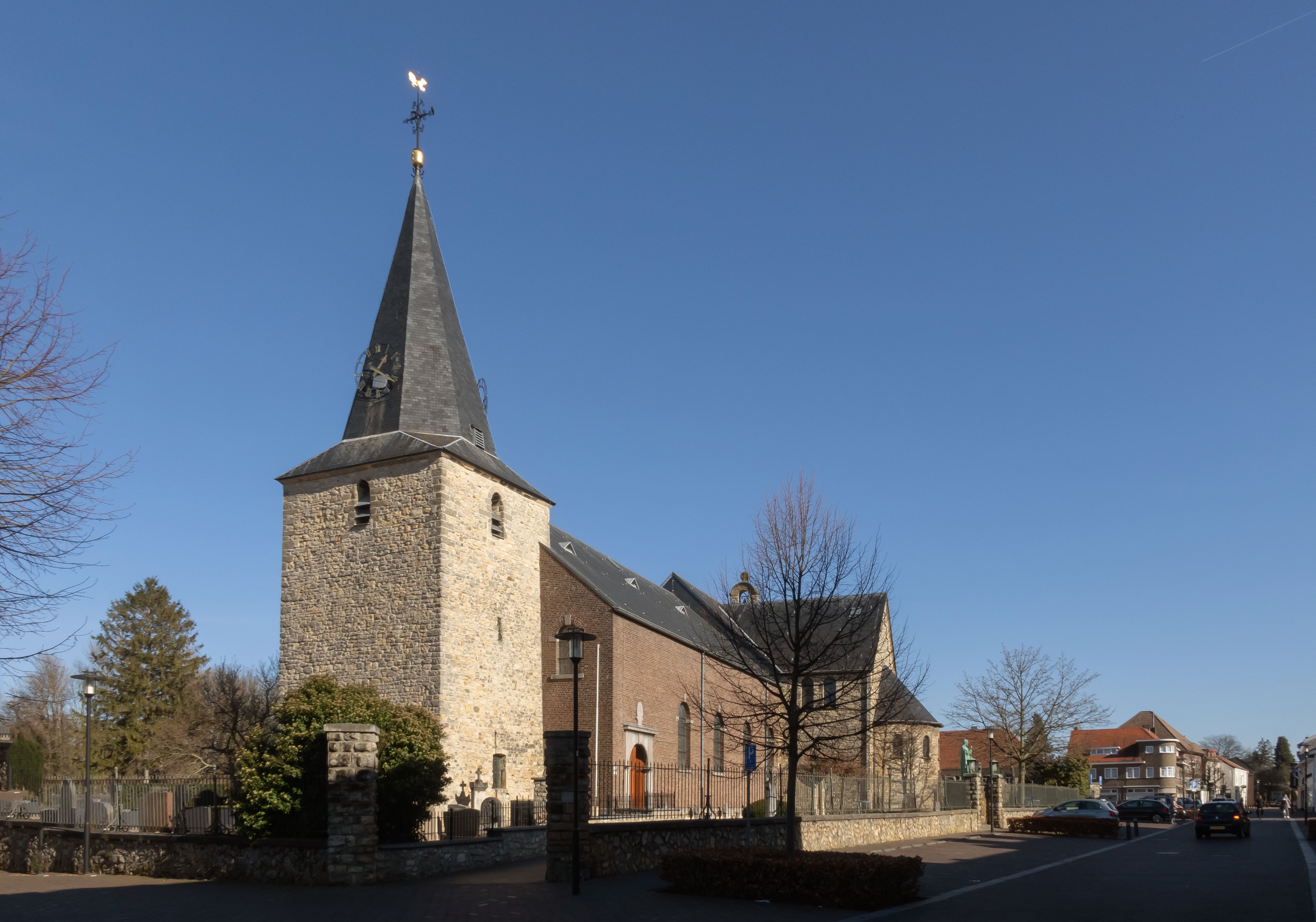
Voerendaal, Kirche: Sint Laurentiuskerk

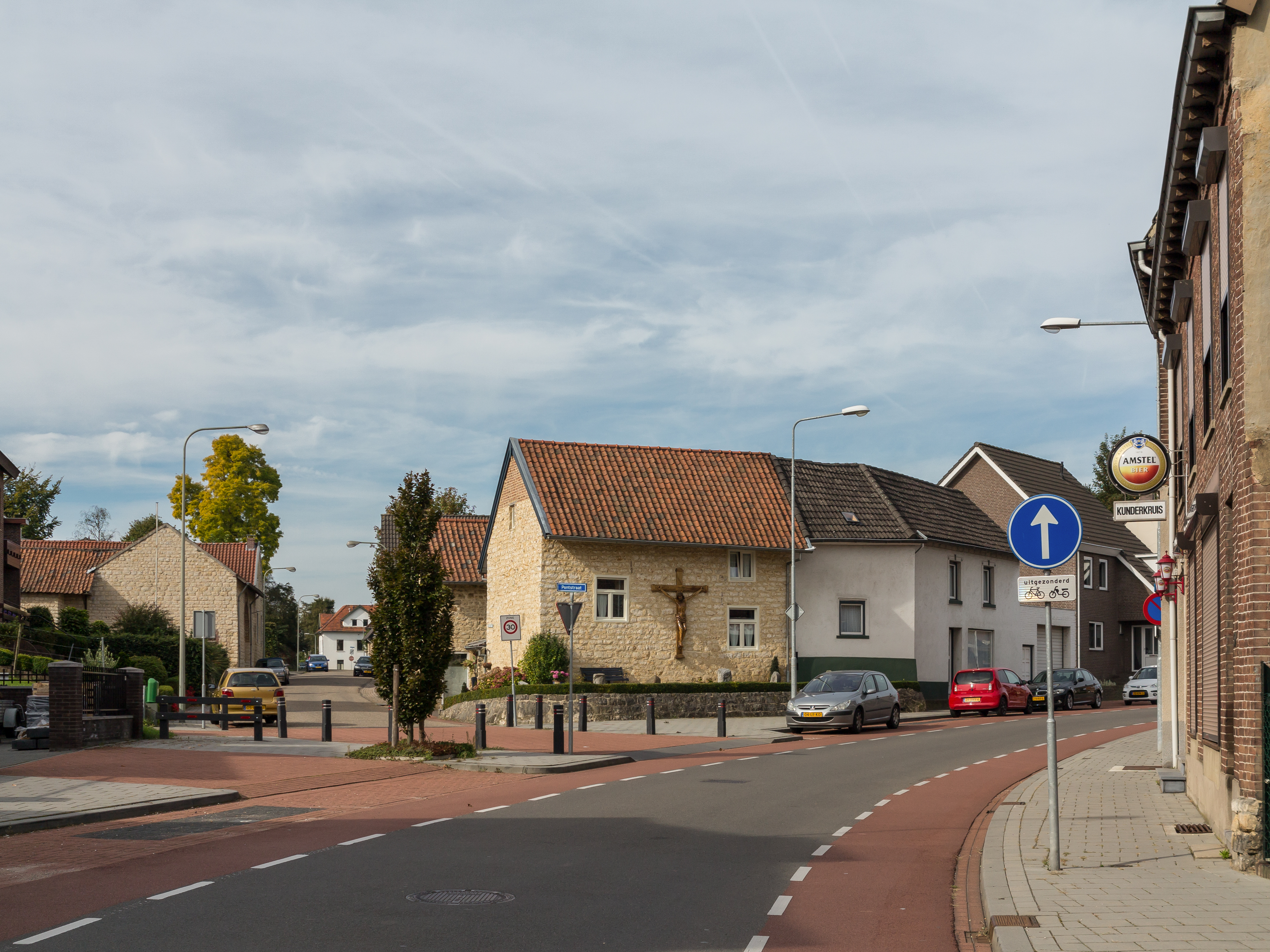
Kunrade, Blick auf die Straße: Heerlerweg-Pontstraat

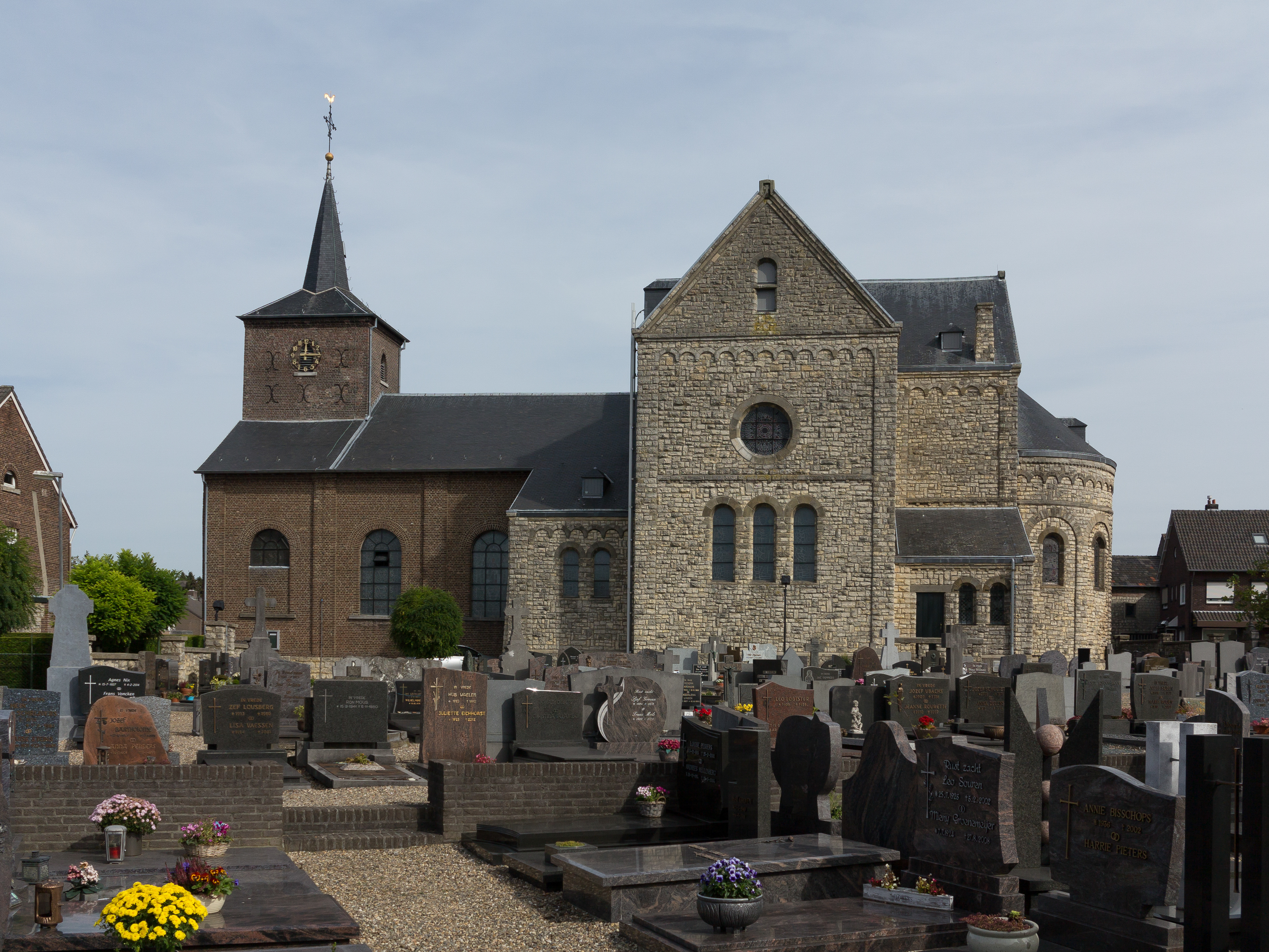
Ubachsberg, Kirche: Sint Bernarduskerk

- Voerendaal: 3085
- Klimmen: 3100
- Kunrade: 3345
- Ubachsberg: 1550
- Ransdaal: 915
- Kleinere Ortsteile: 380

### Ortsteile
- Barrier
- Colmont
- Craubeek
- Dolberg
- Eyserheide
- Fromberg
- Heek
- Hellebeuk
- Klimmen
- Koulen
- Kunrade
- Mingersberg
- Opscheumer
- Overheek
- Ransdaal
- Retersbeek
- Termaar
- Termoors
- Ubachsberg
- Weustenrade
- Winthagen

### Die Gemeindeflagge
Im Beschluss vom 20. Februar 1995 hat der Gemeinderat eine neue Gemeindeflagge festgelegt.

### Beschreibung der Flagge
Ausgangspunkt der neue Flagge ist der Name Voerendaal. Der Name „Voerendaal“ besteht aus einer Zusammensetzung der Wörter „Voeren“ und „Daal“. Das Wort „Voeren“ bezeichnet eine Untiefe oder Furt und ist zurückzuführen auf das friesische Wort „Forda“. Das Wort „Daal“ bedeutet „Tal“.
Der gewählte Entwurf besteht aus fünf Streifen, die sich im Verhältnis 1:1:2:1:1 aufteilen. Zwei blaue Bäche strömen durch das gelbe Tal, die drei französischen Lilien sind ein Element, das auf das historische Erbe der Gemeinde Klimmen zurückzuführen ist, welche bis 968 Eigentum der französischen Königin Gerberga war.

### Das Wappen
Bis 1777 gehörte Voerendaal zu Heerlen, außer sieben Jahre, als es im Besitz von Willen van Cortenbach war. Ab 1777 hat Voerendaal einen eigenständigen Rat.
Weil Heerlen, und damit auch Voerendaal, eines der Hauptschöffenstühle von Valkenburg war, sieht man im Wappen den Löwen von Valkenburg. Die abgebildete Person ist der Heilige Laurentius, ein Kirchenpatron.
Die damalige Gemeinde hat im ersten Antrag das Wappen gespiegelt beantragt, aber der Hohe Rat vom Adel stellte den Heiligen auf das erste Feld, den Ehrenplatz, und lehnte den Antrag ab.

### Das Gemeinde-Logo
Das Gemeindewappen wurde bis 1991 für das Briefpapier der alten Gemeinde Voerendaal verwendet. Ab dem 1. Januar 1992 wurde das neue Logo festgelegt, welches jetzt für alle Gemeinde-Dokumente verwendet wird. Das Logo ist links oben auf der offiziellen Website der Gemeinde Voerendaal zu sehen. Das „V“ im Logo steht für Voerendaal; die vier großen Fenster symbolisieren die vier größten Dörfer (Ransdaal, Kunrade, Klimmen, Ubachsberg).

## Politik

### Sitzverteilung im Gemeinderat
Der Gemeinderat wird seit 1981 folgendermaßen gebildet:
| Partei                          | Sitze  | Sitze | Sitze | Sitze | Sitze | Sitze | Sitze | Sitze | Sitze | Sitze | Sitze |
| Partei                          | 1981 a | 1986  | 1990  | 1994  | 1998  | 2002  | 2006  | 2010  | 2014  | 2018  | 2022  |
| ------------------------------- | ------ | ----- | ----- | ----- | ----- | ----- | ----- | ----- | ----- | ----- | ----- |
| Democraten Voerendaal b         | 3      | 2     | 1     | 3     | 2     | 2     | 2     | 4     | 4     | 5     | 6     |
| Voerendaal Actief               | –      | –     | –     | –     | –     | –     | –     | 2     | 4     | 3     | 2     |
| CDA                             | 5      | 3     | 5     | 4     | 3     | 4     | 4     | 3     | 2     | 2     | 2     |
| VVD                             | 2      | 2     | 1     | 1     | 1     | 1     | 1     | 1     | 0     | 1     | 2     |
| PvdA                            | 0      | 3     | 3     | 2     | 3     | 2     | 3     | 2     | 2     | 2     | 2     |
| D66 c                           | 0      | –     | –     | 2     | 3     | 3     | 2     | 2     | 2     | 1     | 1     |
| Algemeen Gemeenschaps Belang    | 2      | 2     | 2     | 3     | 3     | 2     | 2     | 1     | 1     | 1     | –     |
| Leefbaar Voerendaal             | –      | –     | –     | –     | –     | 1     | 1     | 0     | –     | –     | –     |
| Politieke Groepering Ransdaal c | –      | 2     | 2     | –     | –     | –     | –     | –     | –     | –     | –     |
| Lijst Moonen                    | 1      | 1     | 1     | –     | –     | –     | –     | –     | –     | –     | –     |
| Lijst Scheijen                  | 0      | 0     | –     | –     | –     | –     | –     | –     | –     | –     | –     |
| Lijst Winthagen                 | 2      | –     | –     | –     | –     | –     | –     | –     | –     | –     | –     |
| PPR                             | 0      | –     | –     | –     | –     | –     | –     | –     | –     | –     | –     |
| Lijst Engeln                    | 0      | –     | –     | –     | –     | –     | –     | –     | –     | –     | –     |
| Gesamt                          | 15     | 15    | 15    | 15    | 15    | 15    | 15    | 15    | 15    | 15    | 15    |

Anmerkungen

### Kollegium von Bürgermeister und Beigeordneten
Folgende Personen gehören zum Kollegium:
Bürgermeister
- Daniël Joppe (CDA; Amtsantritt: 2. Dezember 2024)[1]

Beigeordnete
- Ruud Braun (Democraten Voerendaal)
- Harry Coenen (Democraten Voerendaal)
- Peter Thomas (CDA)
- Pierre Verbraak (PvdA)

Gemeindesekretär
- Bert Timmermans

## Sehenswürdigkeiten
- Schloss Cortenbach
- Schloss Rivieren

## Persönlichkeiten
- Ivo Steins (* 1992), Handballspieler
- Luc Steins (* 1995), Handballspieler